# Yutaka Akita
Yutaka Akita (n. 6 august 1970, Nagoya, Japonia) este un fost fotbalist japonez.

## Statistici
| Japonia | Japonia | Japonia |
| An      | Meciuri | Goluri  |
| ------- | ------- | ------- |
| 1995    | 2       | 1       |
| 1996    | 2       | 0       |
| 1997    | 16      | 2       |
| 1998    | 10      | 0       |
| 1999    | 7       | 0       |
| 2000    | 0       | 0       |
| 2001    | 0       | 0       |
| 2002    | 3       | 0       |
| 2003    | 4       | 1       |
| Total   | 44      | 4       |